# 弗拉基米尔·叶梅利亚诺夫
弗拉基米尔·尼古拉耶维奇·叶梅利亚诺夫（俄语：Владимир Николаевич Емельянов，1911年—1975年）是苏联电影演员，制片人。

## 生平
1925年中学毕业。1926年至1931年在彼尔姆剧院担任舞台剧演员。1931年赴莫斯科学习演艺。1975年7月在乌克兰頓涅茨克拍摄电影时去世。为了纪念他，彼尔姆有以其名字命名的街道。

## 主要参演
| 年份 | 电影         | 饰演         | 获奖 |
| ---- | ------------ | ------------ | ---- |
| 1953 | 《敌对旋风》 | 捷尔任斯基   |      |
| 1956 | 《坚守要塞》 | 彼得         |      |
| 1960 | 《远离祖国》 | 苏联情报人员 |      |
| 1966 | 《野蜂蜜》   | 将军         |      |
| 1971 | 《李尔王》   | 肯特伯爵     |      |
| 1975 | 《活到黎明》 |              |      |